# Edelweißkogel
De Edelweißkogel is een berg in de deelstaat Salzburg, Oostenrijk. De berg heeft een hoogte van 2.030 meter. 
De Edelweißkogel is onderdeel van het Tennengebergte.